# Polystepha pustulata
Polystepha pustulata är en tvåvingeart som först beskrevs av Ephraim Porter Felt 1909.  Polystepha pustulata ingår i släktet Polystepha och familjen gallmyggor. Inga underarter finns listade i Catalogue of Life.